# Галій-Моравська Марія Василівна
Марія Василівна Галій-Моравська (нар. 1 січня 1940, м. Львів) — українська оперна та концертна співачка (сопрано). Заслужена артистка України (1995).

## Життєпис
Народилася 1 січня 1940 року у м. Львові в родині священника. Батько Марії, отець Василь Галій (1907-1997), після закінчення у 1936 році Львівської Богословської академії, виконував обов'язки священника у селах, а з 1940 року — душпастирював в м. Городку на Львівщині. 10 лютого 1953 року — був заарештований, засуджений військовим трибуналом до 25 років таборів суворого режиму та 5 років позбавлення громадянських прав. Відбував покарання у Братському районі Іркутської області, де працював на золотих копальнях.

### Освіта
У 1963 році закінчила історично-теоретичний факультет Львівської державної консерваторії імені Миколи Лисенка.
У 1966 році закінчила вокальний факультет Одеської консерваторії (клас професора О. Благовидової).  

### Кар'єра
Упродовж 1969—1997 років виступала на сцені Львівського театру опери та балету імені І. Франка. Від 1992 року (за сумісництвом)  — викладач вокалу у Львівському музичному коледжі імені С. П. Людкевича. 
У 1995 році, згідно Указу Президента України від 29 червня 1995 року № 496/95, Марії Галій-Моравській було присвоєно звання "Заслужений артист України".
З 2005 року Марія Василівна Галій-Моравська працювала старшим викладачем кафедри сольного співу Львівської державної музичної академії ім. М. Лисенка.
Станом на 2019 рік — доцент Львівської державної музичної академії імені Миколи Лисенка.
Заслужена артистка України Марія Галій-Моравська неодноразово демонструвала талановите виконання українських народних пісень та творів українських вітчизняних композиторів у ході гастролей у багатьох містах України та за кордоном. Лауреат багатьох Всеукраїнських конкурсів.

### Творчість
Творчій індивідуальності співачки особливо близькі ліричні образи. Неповторний голос та акторський талант дозволив Марії Василівні виконати широкий оперний репертуар: Оксана та Одарка («Запорожець за Дунаєм» С. Гулака-Артемовського), Наталка («Наталка Полтавка» М. Лисенка), Іоланта (однойменна опера П. Чайковського), Катерина (однойменна опера М. Аркаса), Ганна («Зачарований замок»/«Страшний двір» С. Монюшка), Мюзетта («Богема» Дж. Пуччіні), Настка («У неділю рано» В. Кирейка), Адель («Кажан» Й. Штраусса), Церліна («Дон Жуан» В. А. Моцарта), Джільда («Ріґолетто» Дж. Верді), Лейла («Шукачі перлів» Ж. Бізе), Олена («Прекрасна Єлена» Ж. Оффенбаха), Норіна («Дон Паскуале» Ґ. Доніцетті) та багато інших оперних партій, яких понад 70 (великих, середніх та малих).
Є автором статей та рецензій про багатьох виконавців та вчених. Має друковані статті про Є. Вахняка, П. Кармалюка, О. Благовидову, А. Кос-Анатольського, а також цікаві методичні розробки. Стала упорядником та музичним редактором збірки «Наша дума, наша пісня не вмре, не загине», куди ввійшли думи, романси, авторські та народні пісні для голосу в супроводі бандури. 
Марією Галій-Моравською була написана музика до пісні «Патріарший Собор у Києві» на слова підполковника у відставці, члена Львівської обласної організації Спілки офіцерів України, члена Української асоціації письменників Романа Голубовича, яка була виконана 18 серпня 2013 року автором та лауреатом Всеукраїнського конкурсу вокалістів ім. Оксани Петрусенко (м. Херсон) Мар’яною Кучмою в ході освячення Патріаршого собору Воскресіння Христового в м. Києві.
Серед її вихованців — лауреати всеукраїнських та міжнародних конкурсів: О. Пундик, М. Кучма, О. Бевз, А. Добровольська, В. Левицький, Т. Гринів, В. Галько, С. Сливка, М. Тетюк, Н. Ткачук та багато інших.
Була однією з перших виконавиць творів С. Людкевича, А. Кос-Анатольського, Є. Козака та інших львівських композиторів. Вагомий доробок Марія Василівна Галій-Моравська внесла в дослідження та обробки українських народних пісень. В її концертному репертуарі присутні численні українські народні пісні, в тому числі й у власній обробці, а також твори українських вітчизняних композиторів, в тому числі:
- «Заспівай про Україну», «Слово Кобзареве» (сл. і муз. В. Квасневського);
- «Звучи, рідна мово» (О. Семенов, сл. А. Демиденка);
- «З неба зірка засвітила» (запис муз. і обр. М. Галій);
- «Ой чи є, чи нема пан господар вдома» (муз. В. Павенський, сл. народні);
- «Землю Юдейську» (запис муз. і обр. М. Галій);
- «Христос народився» (запис муз. і обр. М. Галій);
- «Сніп, кутя і коляда» (сл. В. Прийми, муз. М. Галій);
- «Тайна» (С. Людкевич, сл. О. Олеся);
- «Не забудь юних днів» (М. Лисенко, сл. І. Франка);
- «Ангели в небі» (муз. О. Кошиця).

### Громадська діяльність
В жовтні 2015 року взяла участь в урочистому відкритті пам'ятної таблиці в м. Городок на Львівщині українському письменнику, журналісту і публіцисту Уласу Самчуку.
У листопаді 2017 року у Великому залі Львівської національної музичної академії імені М. В. Лисенка відбулася презентація книги Марії Галій-Моравської «Нестор Горницький».

### Нагороди
- Заслужена артистка України (1995);
- Розпорядженням Голови Львівської обласної державної адміністрації № 1488/0/5-19 від 13.12.2019 року «Про нагородження» «за вагомий особистий внесок у підготовку висококваліфікованих фахівців, розвиток музичної освіти і культури та з нагоди 175-річчя Львівської національної музичної академії імені М. В. Лисенка» удостоєна —  «подяки»[12].